# Скиргайло
Скирга́йло (Скирга́йла) Ольгердович (в православном крещении Иван; в католическом — Казимир; ок. 1354—1397) — сын великого князя литовского Ольгерда Гедиминовича от его второго брака с Иулианией Тверской. Старший брат и ближайший соратник Ягайлы Ольгердовича, великого князя литовского и впоследствии короля польского; также старший брат Свидригайлы Ольгердовича, великого князя литовского в 1430–1432 гг. Князь трокский (1382—1392), полоцкий (1387—1397), киевский (1395—1397). В 1386—1392 годах был наместником Ягайлы в Великом княжестве Литовском.

## Биография

### Борьба с Андреем Ольгердовичем, Кейстутом и Витовтом
В 1374—1375 годах участвовал в походах против Тевтонского ордена. После смерти Ольгерда в 1377 году его соправитель князь трокский Кейстут признал Ягайло великим князем литовским и продолжил традиционную для себя войну с Орденом. Власть Ягайло попытался оспорить старший сын Ольгерда от первого брака полоцкий князь Андрей, который вступил с ним в борьбу, но потерпел поражение и бежал во Псков, Скиргайло получил Полоцк от Ягайло. 

В 1379 году Скиргайло по поручению Ягайло совершил дипломатическую поездку по Европе. Он посетил Пруссию, ездил к королю Венгрии и Польши Людовику, к королю Германии и Чехии Вацлаву. По некоторым известиям, посетил даже папу римского, получив от него как правитель Полоцка титул dux Russiae (князь русский). 
Ягайло опасался Кейстута, против которого его настраивали мать Иулиания Тверская и зять Войдило.  В феврале 1380 года он без согласования с Кейстутом заключил пятимесячное перемирие с Ливонским орденом для защиты своих наследственных земель в Литве, а также Полоцка. 31 мая 1380 года Ягайло и великий магистр Тевтонского ордена Винрих фон Книпроде заключили тайный Довидишковский договор, подставив тем самым под удар крестоносцев земли Кейстута, на которые действие договора не распространялось.
Население Полоцка восстало против своего князя, бывшего язычником. Ягайло направил на подавление мятежа войско под командованием Скиргайло, но горожане не сдавались, и осада затянулась. Видимо, осознав свою ошибку, Скиргайло принял православие под именем Иван. 
В феврале того же года крестоносцы вторглись в земли Кейстута. Комтур Остероде Гюнтер Гоенштейн известил Кейстута о тайном договоре с Ягайло после чего Кейстут решил начать войну против Ягайло и его союзников. В конце 1381 года он во главе войска отправился в Пруссию, но по пути резко повернул к Вильне.Кейстут с лёгкостью взял Вильну, пленил самого Ягайло. По приказу Кейстута осада Полоцка была снята, а Скиргайло был вынужден удалиться в Ливонию. Вскоре после этого в Полоцк вернулся Андрей Ольгердович.
После возобновления гражданской войны летом 1382 года Скиргайло участвовал в предпринятой Ягайлом осаде Трок. После взятия города Ягайло оставил в качестве наместника Скиргайла, сделав князем трокским. Во время начавшийся переговоров Скиргайло удалось убедить Кейстута и его сына Витовта посетить лагерь Ягайло, дав гарантии безопасности. Однако сразу же по прибытии князья были схвачены и в сопровождении Скиргайла заключены под стражу в Кревском замке. Через пять дней (15 августа) прибывший в замок Скиргайло обнаружил Кейстута мёртвым. Ягайло объявил, что Кейстут повесился, однако быстро распространился слух о том, что старый князь был убит. Ягайло назначаил Скиргайло трокским князем.
Вскоре после бегства Витовта из заточения началась новая война. Витовт обратился за помощью к тевтонским рыцарям, с помощью которых ему удалось взять Троки, однако осада Вильны оказалась неудачной. В 1383 году Ягайло и Скиргайло вновь взяли Троки, а в следующем году война была закончена примирением. Так как Троками владел Скиргайло, Витовту было обещано, что их ему вернут после того, как удастся прогнать Андрея Ольгердовича из Полоцка, однако Ягайло не выполнил своего обещания.

### Дипломатические миссии
Вместе с Ягайло и Корибутом заключил от имени Великого княжества Литовского мирный договор с Великим княжеством Московским в 1384 году. Велись приготовления к свадьбе Ягайло с дочерью Дмитрия Донского Софьей и крещению его по православному обряду.
В 1385 году Скиргайло возглавлял дипломатическую миссию в Польшу, результатом которой было заключение брака между Ягайло и польской королевой Ядвигой и коронация Ягайло на польское королевство. 

В лето Господне 1385 литовские князья Скиргайло, Элгемонт и Борис с большим числом приближённых, придя в Краков, венчанной в польские короли Ядвиге оказали немалые почести, и у вельмож польского королевства эту Ядвигу испросили в жёны великому князю литовскому Ягайло, обещая ещё до того как такого рода договор будет заключён, вместе с подданными принять веру Христову. Но вельможи польской земли отправили литовских послов и гонцов в Венгрию за советом и волей её матери госпожи Елизаветы.
Во время подписания акта Кревской унии в 1385 году Скиргайло добился за собой право остаться православным.

### Наместник в Великом княжестве Литовском
По мнению некоторых историков, в 1386—1392 годах Скиргайло был великим князем литовским, по мнению же других выполнял функции заместителя Ягайла в Великом княжестве Литовском. В 1387 году Скирлайло добился того, что старший брат письменно закрепил за ним права на Полоцкое и Трокское княжества. Скиргайло возвысился над всеми прочими Гедиминовичами и принёс клятву верности польской короне.
В 1386 году разбил в битве на реке Вихре смоленского князя Святослава Ивановича, подчинив таким образом Смоленское княжество Литве. Весной 1387 года Скиргайло захватил Полоцк и выгнал оттуда Андрея Ольгердовича. 28 апреля 1387 года получил привилегию на владение Полоцком, а также Минским и Свислочским княжествами с городами Бобруйском, Игуменом, Логойском, Любошанами, Любечем, Минском, Пропойском, Речицей, Свислочью. С 1388 года воевал с Витовтом, с которым его связывала давняя вражда, так как именно Скиргайло считался убийцей отца Витовта Кейстута. Их противостояние в 1392 году завершилось Островским соглашением.

### Княжение в Полоцке и Киеве
С подписанием в 1392 году Островского соглашения между Витовтом и Ягайло Скиргайло перестал управлять Великим княжеством Литовским и потерял Трокское княжество (в качестве компенсации ему было обещано Киевское княжество). В первое время отказывался признавать себя вассалом Витовта, который стал великим князем литовским по Островскому соглашению, и по собственному разумению отпускал на волю тевтонских пленников, что немало накаляло отношения между ним и Витовтом. В начале 1393 года вместе с Витовтом захватил Витебск, взяв в плен княжившего там Свидригайло Ольгердовича. Весной и осенью 1393 года Скиргайло были переданы изъятые у Владимира Ольгердовича Житомир с Овручем и Киев. В октябре-ноябре 1393 года участвовал в походе Витовта на Подолье, захватил Черкассы и Звенигород.
По некоторым данным, отравлен наместником митрополита Фомой в Вышгороде. Похоронен в Киево-Печерской лавре.

## Отражение в литературе
- В балладе Адама Мицкевича «Будрыс и его сыновья» Скиргайло упоминается как один из трёх предводителей литовского войска:

Olgierd ruskie posady, Skirgiełł Lachy sąsiady,
A ksiądz Kiejstut napadnie Teutony.
В своём переводе «Будрыс и его сыновья» Александр Пушкин анахронично ввёл «Паза» (в черновиках — «Паца») вместо Скиргайло:
Паз идёт на поляков, а Ольгерд на пруссаков,
А на русских Кейстут-воевода.
- Наместник Ягайло в Великом княжестве Литовском Скиргайло является главным героем драмы литовского писателя Винцаса Креве-Мицкявичюса «Скиргайло» (1925; первый вариант написан на русском языке и издан в Вильно в 1922 г.).